# 1184 pr. n. št.

## Smrti
- Dzu Geng, kralj kitajske dinastije Šang (* ni znano)